# Sérvia Central
Sérvia Central (Централна Србија, Centralna Srbija), é uma região da Sérvia que não inclui a região autônoma de Voivodina e disputada região de Kosovo. É formado drasticamente por sérvios Ortodoxos ocupando a área central da Sérvia.